# Das Model und der Schnüffler/Episodenliste
Diese Episodenliste enthält alle Episoden der US-amerikanischen Fernsehserie Das Model und der Schnüffler in der Reihenfolge ihrer Erstausstrahlung in den Vereinigten Staaten. Von 1985 bis 1989 entstanden in fünf Staffeln insgesamt 67 Episoden. Die Erstausstrahlung in den USA erfolgte durch ABC und vom 21. März 1990 bis zum 24. Januar 1992 sendete RTL und Tele 5 62 Episoden von Das Model und der Schnüffler in deutscher Sprache, 4 Episoden wurden bislang nicht berücksichtigt.

## Staffel 1
| Nr. (ges.) | Nr. (St.) | Deutscher Titel                   | Originaltitel                | Erstausstrahlung USA | Deutschsprachige Erstausstrahlung (D) |
| ---------- | --------- | --------------------------------- | ---------------------------- | -------------------- | ------------------------------------- |
| 01         | 01        | Das Model und der Schnüffler (1)  | Moonlighting (1)             | 3. März 1985         | 21. März 1990                         |
| 02         | 02        | Das Model und der Schnüffler (2)  | Moonlighting (2)             | 3. März 1985         | 21. März 1990                         |
| 03         | 03        | Killer unter sich                 | Gunfight At The So-So Corral | 5. März 1985         | 28. März 1990                         |
| 04         | 04        | Erst die Gedanken – dann der Film | Read The Mind, See The Movie | 12. März 1985        | 4. Apr. 1990                          |
| 05         | 05        | Mord auf sanfter Welle            | The Next Murder You Hear     | 19. März 1985        | 11. Apr. 1990                         |
| 06         | 06        | Tod auf Schienen                  | Next Stop Murder             | 26. März 1985        | 18. Apr. 1990                         |
| 07         | 07        | Schulden und Spione               | The Murder’s In The Mail     | 2. Apr. 1985         | 24. Apr. 1990                         |

## Staffel 2
| Nr. (ges.) | Nr. (St.) | Deutscher Titel                      | Originaltitel                         | Erstausstrahlung USA | Deutschsprachige Erstausstrahlung (D) |
| ---------- | --------- | ------------------------------------ | ------------------------------------- | -------------------- | ------------------------------------- |
| 08         | 01        | Die Brüder Addison                   | Brother, Can You Spare A Blonde?      | 24. Sep. 1985        | 2. Mai 1990                           |
| 09         | 02        | Späte Rache                          | The Lady In The Iron Mask             | 1. Okt. 1985         | 9. Mai 1990                           |
| 10         | 03        | Casino Fatal                         | Money Talks … Maddie Walks            | 8. Okt. 1985         | 16. Mai 1990                          |
| 11         | 04        | Schatten der Vergangenheit           | The Dream Sequence Always Rings Twice | 15. Okt. 1985        | 23. Mai 1990                          |
| 12         | 05        | Ein Kinderspiel wird ernst           | My Fair David                         | 29. Okt. 1985        | 30. Mai 1990                          |
| 13         | 06        | Eine Frau, die ich kannte            | Knowing Her                           | 12. Nov. 1985        | 6. Juni 1990                          |
| 14         | 07        | Suite Irlandaise                     | Somewhere Under The Rainbow           | 19. Nov. 1985        | 14. Juni 1990                         |
| 15         | 08        | Bilderrätsel                         | Portrait Of Maddie                    | 26. Nov. 1985        | 21. Juni 1990                         |
| 16         | 09        | Nummern-Revue                        | Atlas Belched                         | 10. Dez. 1985        | 12. Juli 1990                         |
| 17         | 10        | Es weihnachtet sehr!                 | It Was The Episode Before Christmas   | 17. Dez. 1985        | 24. Jan. 1992                         |
| 18         | 11        | Club der zweisamen Herzen            | The Bride Of Tupperman                | 14. Jan. 1986        | 19. Juli 1990                         |
| 19         | 12        | Die Stunde der Wahrheit              | North By North Dipesto                | 21. Jan. 1986        | 26. Sep. 1990                         |
| 20         | 13        | Begründete Zweifel                   | In God We Strongly Suspect            | 11. Feb. 1986        | 2. Aug. 1990                          |
| 21         | 14        | Indiskretionen                       | Every Daughter’s Father Is A Virgin   | 18. Feb. 1986        | 13. Sep. 1990                         |
| 22         | 15        | Zeuge der Hinrichtung                | Witness For The Execution             | 11. März 1986        | 7. Nov. 1990                          |
| 23         | 16        | Den Seinen gibt’s der Herr im Schlaf | Sleep Talkin’ Guy                     | 1. Apr. 1986         | 16. Aug. 1990                         |
| 24         | 17        | Eine Tote kehrt zurück               | Funeral For A Door Nail               | 29. Apr. 1986        | 23. Aug. 1990                         |
| 25         | 18        | Es ist nicht alles Gold, was glänzt  | Camille                               | 13. Mai 1986         | 30. Aug. 1990                         |

## Staffel 3
| Nr. (ges.) | Nr. (St.) | Deutscher Titel                | Originaltitel                        | Erstausstrahlung USA | Deutschsprachige Erstausstrahlung (D) |
| ---------- | --------- | ------------------------------ | ------------------------------------ | -------------------- | ------------------------------------- |
| 26         | 01        | Qualverwandtschaften           | The Son Also Rises                   | 23. Sep. 1986        | 10. Okt. 1990                         |
| 27         | 14        | Über den Tod hinaus            | The Man Who Cried Wife               | 30. Sep. 1986        | 17. Okt. 1990                         |
| 28         | 15        | Sinfonie für vier Handschuhe   | Symphony In Knocked Flat             | 14. Okt. 1986        | 24. Okt. 1990                         |
| 29         | 16        | Mit tödlichen Grüßen           | Yours, Very Deadly                   | 28. Okt. 1986        | 14. Nov. 1990                         |
| 30         | 17        | Viele sind berufen             | All Creatures Great And Not So Great | 11. Nov. 1986        | 21. Nov. 1990                         |
| 31         | 06        | Jugendsünde                    | Big Man On Mulberry Street           | 18. Nov. 1986        | 28. Nov. 1990                         |
| 32         | 07        | Atomic Shakespeare             | Atomic Shakespeare                   | 25. Nov. 1986        | 5. Dez. 1990                          |
| 33         | 08        | Willkommen in der Wirklichkeit | It’s A Wonderful Job                 | 16. Dez. 1986        | 12. Dez. 1990                         |
| 34         | 09        | Live aus dem Atelier           | The Straight Poop                    | 6. Jan. 1987         | 19. Dez. 1990                         |
| 35         | 10        | Karrierenknicke                | Poltergeist III – Dipesto Nothing    | 13. Jan. 1987        | 9. Jan. 1991                          |
| 36         | 11        | Gefahr von Blond               | Blonde On Blonde                     | 3. Feb. 1987         | 16. Jan. 1991                         |
| 37         | 12        | Rivalen bei Kerzenschein       | Sam And Dave                         | 10. Feb. 1987        | 23. Jan. 1991                         |
| 38         | 13        | Bis dass ein Mord sie scheidet | Maddie’s Turn To Cry                 | 3. März 1987         | 30. Jan. 1991                         |
| 39         | 14        | Ring frei                      | I Am Curious, Maddie                 | 31. März 1987        | 6. Feb. 1991                          |
| 40         | 15        | Der Geist ist willig           | The Heiress Human                    | 5. Mai 1987          | 13. Feb. 1991                         |

## Staffel 4
| Nr. (ges.) | Nr. (St.) | Deutscher Titel                | Originaltitel               | Erstausstrahlung USA | Deutschsprachige Erstausstrahlung (D) |
| ---------- | --------- | ------------------------------ | --------------------------- | -------------------- | ------------------------------------- |
| 41         | 01        | Waschmaschinen und Mondschein  | A Trip To The Moon          | 29. Sep. 1987        | 20. Feb. 1991                         |
| 42         | 02        | Heiße Liebe, kalte Füße        | Come Back, Little Shiksa    | 6. Okt. 1987         | 27. Feb. 1991                         |
| 43         | 03        | Vorsicht, Traualtar            | Take A Left At The Altar    | 13. Okt. 1987        | 6. März 1991                          |
| 44         | 04        | Liebe auf der Flucht           | A Tale In Two Cities        | 3. Nov. 1987         | 7. Apr. 1990                          |
| 45         | 05        | David, der Mörder, Teil 1      | Cool Hand Dave (1)          | 17. Nov. 1987        | 5. Mai 1991                           |
| 46         | 06        | David, der Mörder, Teil 2      | Cool Hand Dave (2)          | 1. Dez. 1987         | 2. Juni 1991                          |
| 47         | 07        | Zwei Männer und ein Baby       | Father Knows Last           | 15. Dez. 1986        | 9. Juni 1991                          |
| 48         | 08        | Oh, mein’ Mama!                | Los Dos DiPestos            | 5. Jan. 1988         | 23. Juni 1991                         |
| 49         | 09        | Eine empfängnisvolle Affäre    | Fetal Attraction            | 19. Jan. 1988        | 30. Juni 1991                         |
| 50         | 10        | Die Spur meiner Tränen         | Tracks Of My Tears          | 2. Feb. 1988         | 7. Juli 1991                          |
| 51         | 11        | —                              | Eek! A Spouse!              | 9. Feb. 1988         | —                                     |
| 52         | 12        | Doppelt geheiratet hält besser | Maddie Hayes Gets Married   | 1. März 1988         | 14. Juli 1991                         |
| 53         | 13        | Bogart für Arme                | Here’s Living With You Kid  | 15. März 1988        | 21. Juli 1991                         |
| 54         | 14        | Die unbekannte Geliebte        | And The Flesh Was Made Word | 22. März 1988        | 28. Juli 1991                         |

## Staffel 5
| Nr. (ges.) | Nr. (St.) | Deutscher Titel                   | Originaltitel                                                | Erstausstrahlung USA | Deutschsprachige Erstausstrahlung (D) |
| ---------- | --------- | --------------------------------- | ------------------------------------------------------------ | -------------------- | ------------------------------------- |
| 55         | 01        | —                                 | A Womb With A View                                           | 6. Dez. 1988         | —                                     |
| 56         | 02        | Aus dem Regen in die Tinte        | Between A Yuk And A Hard Place                               | 13. Dez. 1988        | 4. Aug. 1991                          |
| 57         | 03        | Der verschwundene Faschings-Prinz | The Color Of Maddie                                          | 20. Dez. 1988        | 11. Aug. 1991                         |
| 58         | 04        | —                                 | Plastic Fantastic Lovers                                     | 10. Jan. 1989        | —                                     |
| 59         | 05        | Der Krieg der Geschlechter        | Shirts And Skins                                             | 17. Jan. 1989        | 25. Aug. 1991                         |
| 60         | 06        | Nehmen Sie meine Frau …           | Take My Wife, For Example                                    | 7. Feb. 1989         | 1. Sep. 1991                          |
| 61         | 07        | Lieber Rotwein als Totsein        | I See England, I See France, I See Maddies Never Never World | 14. Feb. 1989        | 6. Sep. 1991                          |
| 62         | 08        | Rote Lippen lügen nicht           | Those Lips, Those Lies                                       | 2. Apr. 1989         | 6. Sep. 1991                          |
| 63         | 09        | —                                 | Perfetc                                                      | 9. Apr. 1989         | —                                     |
| 64         | 10        | Der Mann meiner Freundin          | When Girls Collide                                           | 16. Apr. 1989        | 6. Sep. 1991                          |
| 65         | 11        | Von Verliebten und Verwandten     | In ‘N Outlaws                                                | 23. Apr. 1989        | 6. Sep. 1991                          |
| 66         | 12        | Iren sind menschlich              | Eine Kleine Nacht Murder                                     | 30. Apr. 1989        | 6. Sep. 1991                          |
| 67         | 13        | Totale Mondfinsternis             | Lunar Eclipse                                                | 14. Mai 1989         | 6. Sep. 1991                          |